# مشجاة

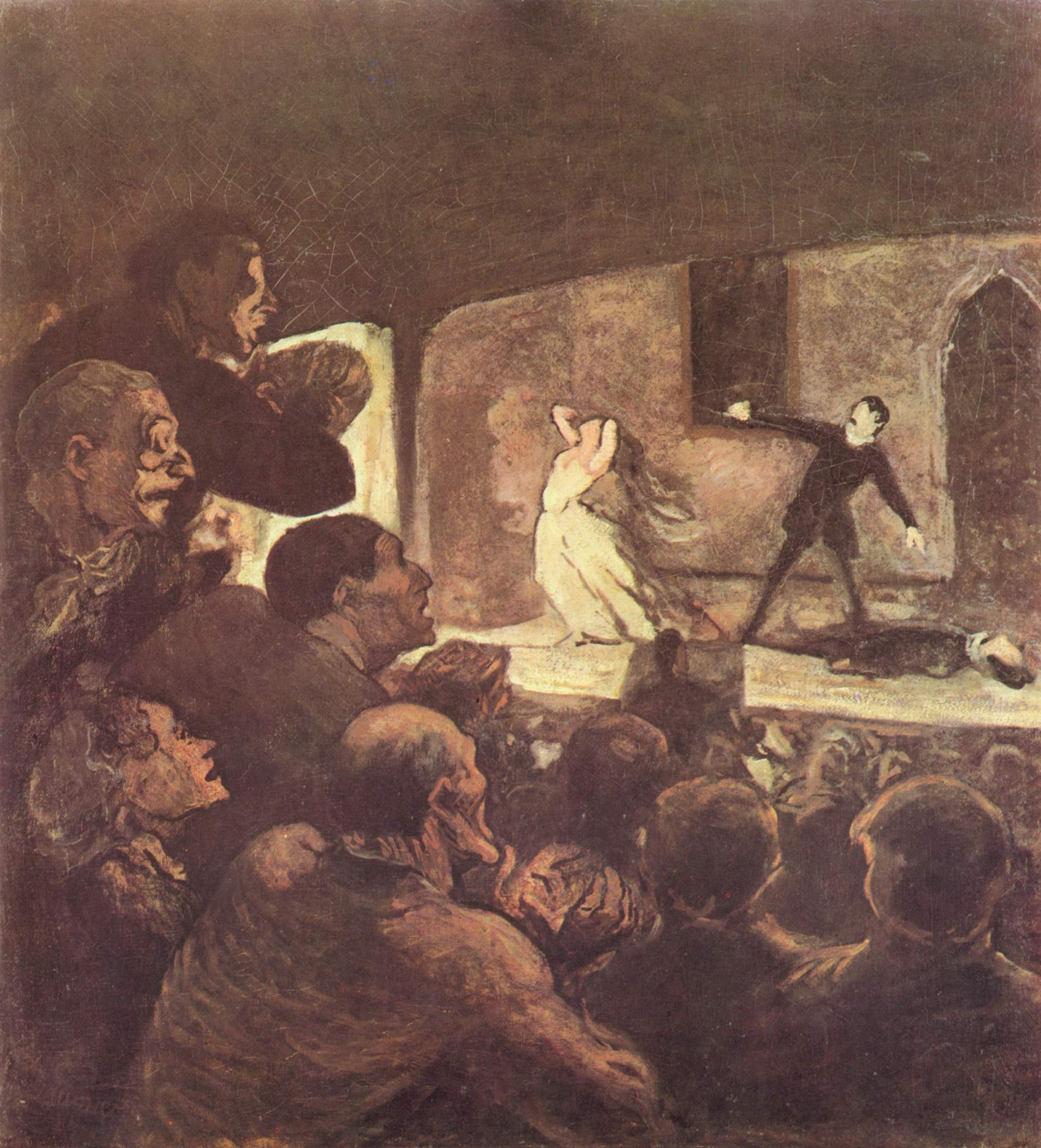
ميلودراما رسمها أونوريه دومييه بين عامي 1855 و1860، ويصور مشهدًا باريسيًا نموذجيًا كما كان الحال في شارع تيمبل.

المَشجاة (بالإنجليزية: Melodrama) (نقحرة: الميلودراما) هي عمل درامي حيث تكون الحبكة، التي عادةً ما تكون مثيرة ومصممة لجذب المشاعر بقوة، لها الأسبقية على التوصيف التفصيلي. عادةً ما تركز المَشجاة على الحوار، الذي غالبًا ما يكون منمقًا أو عاطفيًا بشكل مفرط، بدلًا من الحركات (الأكشن). غالبًا ما تُرسم الشخصيات وقد تظهر بشكل نمطي. تُوضع المَشجاة عادةً في المجال الخاص بالمنزل، مع التركيز على الأخلاق والقضايا العائلية والحب والزواج، غالبًا مع تحديات من مصدر خارجي، مثل المغري، أو الوغد، أو الشرير الأرستقراطي. عادة ما تكون المَشجاة على خشبة المسرح أو المصورة أو على التلفزيون مصحوبة بموسيقى درامية موحية تقدم إشارات إلى الجمهور حول الدراما المعروضة.
في السياقات الموسيقية العلمية والتاريخية، تُعد المَشجاة دراما فيكتورية استُخدم فيها الموسيقى أو الأغنية الأوركسترالية لمرافقة العمل. ينطبق المصطلح الآن أيضًا على العروض المسرحية بدون موسيقى عرضية، والروايات، والأفلام، والبث التلفزيوني والإذاعي. في السياقات الحديثة، يعتبر مصطلح مَشجاة تحقيرًا بشكل عام، إذ يشير إلى أن العمل المعني يفتقر إلى الدقة أو تطوير الشخصية أو كليهما. بالامتداد، غالبًا ما تسمى اللغة أو السلوك الذي يشبه المَشجاة أساليب ميلودرامية؛ هذا الاستخدام دائمًا ما يكون تحقيرًا.

## التسمية
نشأ المصطلح من الكلمة الفرنسية في أوائل القرن التاسع عشر mélodrame. اشتُق المصطلح من اليونانية  mélos، وتعني أغنية، سلالة، وكلمة drame الفرنسية، (من اللاتينية المتأخرة drāma، مشتقة في النهاية من اليونانية الكلاسيكية dráma، وتعني حبكة مسرحية، عادة ما تكون تراجيديا يونانية).

## المميزات
تُعد علاقة المَشجاة بالمقارنة مع الواقعية علاقةً معقدة. قد يكون أبطال الأعمال الميلودرامية أشخاصًا عاديين (ومن ثم يُرسمون بشكل واقعي) محاصرين في أحداث غير عادية أو شخصيات مبالغ فيها وغير واقعية. كتب بيتر بروكس، أن المَشجاة في عواطفها العالية وخطابها الدرامي، تمثل انتصارًا على القمع. وفقًا لسينجر، جمعت المَشجاة الفيكتورية والإدواردية المتأخرة بين التركيز الواعي على الواقعية في مجموعات المسرح والدعائم مع معاداة الواقعية في الشخصية والحبكة. سعت المَشجاة في هذه الفترة إلى دقة موثوقة في تصوير مشاهد مذهلة وخارقة. يُعرف الروائي ويلكي كولينز باهتمامه بالدقة في التفاصيل (على سبيل المثال، المسائل القانونية) في أعماله، بصرف النظر عن مدى إثارة الحبكة. كان طول المَشجاة عادة من 10 إلى 20000 كلمة.
تركز المَشجاة جلَّ انتباهها على الضحية. صراع بين الخيارات الصالحة والشر، مثل تشجيع الرجل على ترك عائلته من قبل مُغري شرير. الشخصيات الأخرى هي المرأة منحلة الأخلاق، الأم العازبة، اليتيم، والذكر الذي يكافح مع تأثيرات العالم الحديث. تتناول المَشجاة القضايا العائلية والاجتماعية في سياق منزل خاص، مع كون الجمهور المستهدف هو المتفرج؛ ثانيًا، يمكن للمشاهد الذكر الاستمتاع بالتوترات التي تظهر على الشاشة في المنزل التي تُحل. تسترجع المَشجاة عمومًا العصور المثالية والحنين إلى الماضي، وتؤكد على الرغبات المحرمة.

## الأنواع

### الأصول
انتعش نهج المَشجاة في الدراما الرومانسية الفرنسية في القرنين الثامن عشر والتاسع عشر والروايات العاطفية التي كانت شائعة في كل من إنجلترا وفرنسا. ركزت هذه الأعمال الدرامية والروايات على القواعد الأخلاقية فيما يتعلق بالحياة الأسرية والحب والزواج، ويمكن اعتبارها انعكاسًا للقضايا التي أثارتها الثورة الفرنسية والثورة الصناعية والتحول إلى التحديث. كانت العديد من المعالجات الميلودرامية تدور حول امرأة شابة من الطبقة الوسطى عانت من تمهيدات جنسية غير مرغوب بها من رجل أرستقراطي، واعتداء جنسي باعتباره استعارة للصراع الطبقي. عكست المَشجاة مخاوف الطبقة الوسطى التي أعقبت الثورة الصناعية، والتي كانت تخشى كل من سماسرة السلطة الأرستقراطية وغوغائية الطبقة العاملة الفقيرة.
في القرن الثامن عشر، كانت المَشجاة أسلوبًا يجمع بين السرد المنطوق والمقاطع الموسيقية القصيرة المصاحبة. عادة ما تتناوب الموسيقى والحوار المنطوق في مثل هذه الأعمال، على الرغم من أن الموسيقى كانت تستخدم أحيانًا أيضًا لمرافقة التمثيل الإيمائي.
أقدم الأمثلة المعروفة هي مشاهد في مسرحية المدرسة اللاتينية لجيه إي إيبرلين سيجسيموندوس (1753). كانت أول مَشجاة كاملة هي بيجماليون لجان جاك روسو، وكُتب نصها عام 1762 ولكن عُرض لأول مرة في ليون عام 1770. ألف روسو مقدمة وأندانتي، لكن الجزء الأكبر من الموسيقى كان من تأليف هوراس كوينيه.
أجري إعداد موسيقي مختلف لمسرحية روسو بجماليون من قبل أنطون شفايتزر في فايمار عام 1772، وكتب عنها جوته في كتابه الشعر والحياة. تُعد بجماليون مونودراما مكتوبة لممثل واحد.
أنتِج حوالي 30 مونودراما أخرى في ألمانيا في الربع الرابع من القرن الثامن عشر. عندما يشارك ممثلان، يمكن استخدام مصطلح دودراما. كان جورج بيندا ناجحًا بشكل خاص مع أعماله الدودرامية أريادني عن ناكسوس (1775) وميديا (1778). أدى النجاح المثير لمَشجاة بيندا إلى استخدام موزارت اثنين من المونولوجات الميلودرامية الطويلة في أوبرا زايدي (1780).
ومن الأمثلة الأخرى المعروفة في وقت لاحق على الأسلوب الميلودرامي في الأوبرا مشهد حفر القبور في فيديليو لبيتهوفن (1805) ومشهد التعويذة في فيبر دير فريشوتز (1821).
بعد عصر الاسترداد من قبل تشارلز الثاني عام 1660، مُنعت معظم المسارح البريطانية من أداء الدراما الجادة ولكن سُمح لها بعرض الكوميديا أو المسرحيات بمصاحبة الموسيقى. أصدر تشارلز الثاني خطابات امتياز للسماح لشركتي مسرح في لندن فقط بأداء دراما جادة. كانت هذه مسرح رويال ودروري لين وملعب ليسلي للتنس في لينكولن إن فيلدز، انتقلت الأخيرة إلى المسرح الملكي، كوفنت جاردن في عام 1720 (الآن دار الأوبرا الملكية). أغلقت مسارح الامتيازات في أشهر الصيف. لملء الفراغ، أصبح مسرح رويال، هايماركت مسرح الامتياز الثالث في لندن في عام 1766.
في نهاية المطاف، مُنحت امتيازات أخرى لمسرح واحد في كل من البلدات والمدن الإنجليزية العديدة الأخرى. قدمت مسارح أخرى مسرحيات صوحبت بالموسيقى، واستعارت المصطلح الفرنسي، وأطلق عليها اسم مَشجاة للالتفاف على القيود. سمح قانون المسارح لعام 1843 أخيرًا لجميع المسارح بتقديم الدراما.

### القرن التاسع عشر: الأوبريت والموسيقى العرضية وترفيه الصالونات
في أوائل القرن التاسع عشر، أدى تأثير الأوبرا إلى مبادرات موسيقية وموسيقى عرضية للعديد من المسرحيات. في عام 1820، كتب فرانز شوبرت مَشجاة القيثارة السحرية، واضعًا الموسيقى خلف المسرحية التي كتبها جي. فون هوفمان. لم تنجح، مثل جميع مشاريع شوبرت المسرحية، لكن نوع المَشجاة كان في ذلك الوقت شائعًا. في عصر الموسيقيين ذوي الأجور المنخفضة، كان للعديد من مسرحيات القرن التاسع عشر في لندن أوركسترا في الخلفية. في عام 1826، كتب فيليكس مندلسون مقدمته المعروفة لمسرحية شكسبير حلم ليلة صيف، وزود المسرحية لاحقًا بالموسيقى العرضية.
في أوبرا فيردي لا ترافياتا، تتلقى فيوليتا رسالة من والد ألفريدو يكتب فيها أن ألفريدو يعرف الآن سبب انفصالها عنه وأنه يغفر لها. في صوتها الناطق، ترنم كلمات ما هو مكتوب، بينما تلخص الأوركسترا موسيقى حبهم الأول من الفصل الأول: يُعد هذا تقنيًا مَشجاة. في لحظات قليلة، تنفجر فيوليتا في أغنية عاطفية يائسة؛ تعود الأوبرا مرة أخرى.